# Bor Pál (tanár)
Bor Pál (Szentes, 1919. június 4. – 2004. április 24.) matematika–fizika szakos középiskolai tanár, a szegedi Juhász Gyula Tanárképző Főiskola tanára.

## Élete
Bor Pál tanári diplomáját 1942-ben szerezte a Szegedi Tudományegyetemen. A második világháború idején és az azt követő évtizedben az orosházi Táncsics Mihály Gimnáziumban tanított. 1956-ban került Szegedre, ahol a Juhász Gyula Tanárképző Főiskola Fizika Tanszékén tanított nyugdíjba vonulásáig.

## Tanári munkássága
Szegedi tanársága idején, a hatvanas évek közepétől, fizika feladatmegoldó szakkört szervezett a tehetségesnek tartott középiskolás diákok számára. A kéthetente megtartott foglalkozásokon a szegedi gimnáziumok diákjai vettek részt, akik a szakköröket szívesen látogatták. Világosan és pontosan magyarázta el feladatokhoz kapcsolódó főbb tételeket és összefüggéseket, majd a diákok segítségével építette föl a példák megoldását. A szakkör tagjai közül sokan tartoztak a Középiskolai Matematikai Lapok Fizika Rovatának feladatmegoldói közé. E feladatok megoldásához sokszor adott olyan apró módszertani gondolatot, amelynek segítségével a diákok elkészíthették a feladatmegoldásokat. Fontos módszertani újítása volt, hogy mindenkinek megtanította a logarléc használatát a végeredmény gyors kiszámításához (váltott léckezelés). A versenypéldák beadását követő szakköri foglalkozáson aztán elhangzottak az érdekesebb megoldások. A szakkör hallgatói közül sokan lettek fizikusok, fizika tanárok. Bor Pál érdeme az, hogy tudását önzetlenül, a háttérbe húzódva, a tanítványok irányítására használta föl, sikereiknek katalizátora volt. A tudománytörténeti események fölvillantásával, a jeles fizikusok főbb életrajzi eseményeinek bemutatásával a fizika fejlődését is érzékeltette a feladatmegoldások mellett. A Jedlik Ányos fizikai feladatmegoldó verseny megszervezésével a Dél-Alföld középiskolás tanulói számára adott verseny lehetőséget s ezzel segítette a fizikai fogalmak és törvények mélyebb megértését, de az eredmények pontos kiszámítását is.